# The Invisible Power (film 1921)
The Invisible Power è un film muto del 1921 diretto da Frank Lloyd.

## Trama
Ex-galeotto, Sid Chambers si ricostruisce una vita accanto a Laura, una maestra che ha fiducia in lui. Insieme, creano una famiglia. Cambiata città, Sid però viene rintracciato da Shadwell, un poliziotto che lo mette sotto torchio per avere notizie su Bob Drake, un suo vecchio complice, che ha compiuto una rapina. Chambers non collabora alle indagini e Shadwell lo arresta. Laura, incinta, temendo che il bambino possa seguire le orme del padre, quando il piccolo nasce lo dà in adozione.
Sid, quando viene rilasciato, giura di vendicarsi del poliziotto. Laura, per impedirglielo, lo raggiunge in casa di Shadwell. Lì, scopre che il loro bambino è stato adottato proprio dal detective. Toccato dalla tragedia dei Chambers, Shadwell si dà da fare per ottenere la riabilitazione di Chambers e la sua libertà. I due sposi sono quindi riuniti insieme al loro bambino.

## Produzione
Il film fu prodotto dalla Goldwyn Pictures Corporation.

## Distribuzione
Uscì nelle sale cinematografiche statunitensi nell'ottobre 1921.